# 素晴らしき犯罪
『素晴らしき犯罪』(英語: Having Wonderful Crime)はアメリカの推理小説作家のクレイグ・ライスによって著された推理小説である。

## 登場人物
- ジョン・J・マローン - 刑事弁護士。赤ら顔の小男。ジェークとヘレンとは友人の仲。
- ジェーク・ジャスタス - ナイトクラブを経営している。元新聞記者。
- ヘレン・ジャスタス - ジェークの妻で金髪美人。
- デニス・モリスン - バーサの花婿。
- バーサ・ラッツ - デニスの花嫁。死体になって発見される。
- ジョージ・ラッツ - バーサの伯父。
- ハウイー・ラッツ - バーサの従兄。
- アブナー・プラウドフット - バーサの弁護士兼財産管理人。
- グロリア・ガーデン - ファッションモデル。
- ウィリアム・パケット - グロリアの父親で医者。
- ウィルダヴァイン・ウィリアムス - 詩人。
- アーサー・ピータースン - 殺人課の警部。
- バーンボウム - ピータースンの部下。
- オブライエン -  ピータースンの部下。
- シュルツ -  ピータースンの部下。
- ハリス・ローレンス
- アル・プリンス